# HD24155
HD24155 — хімічно пекулярна зоря спектрального класу B9, що має видиму зоряну величину в смузі V приблизно  6,3.
Вона  розташована на відстані близько 443,1 світлових років від Сонця.

## Фізичні характеристики
Телескоп Гіппаркос зареєстрував фотометричну змінність  даної зорі з періодом    2,53 доби в межах від  Hmin= 6,32 до  Hmax= 6,25.

## Пекулярний хімічний вміст
Зоряна атмосфера HD24155 має підвищений вміст 
Si
.

## Магнітне поле
Спектр даної зорі вказує на наявність магнітного поля у її зоряній атмосфері.
Напруженість повздовжної компоненти поля оціненої з аналізу
крил ліній Бальмера
становить 1034,2± 351,9 Гаус.